# محمد چنگیز از
محمد چنگیز اُز (ترکی استانبولی: Mehmet Cengiz Öz ; ترکی: [mehˈmet dʒeɲˈɟiz øz]؛ زادهٔ ۱۱ ژوئن ۱۹۶۰) شخصیت تلویزیونی، نویسنده، کاندیدای سیاسی جمهوری‌خواه، و پزشک اهل آمریکا است. در سال ۲۰۰۳ اپرا وینفری نخستین مهمان مجموعه شبکه تلویزیونی دیسکاوری نظر دوم با دکتر آز بود، و آز میهمان ثابت شوی اپرا، بود که بیش از شصت بار در این برنامه ظاهر شد. در ۲۰۰۹ تولید برنامه روزانه تلویزیونی دکتر آز که برنامه‌ای دربارهٔ مسایل پزشکی و سلامت توسط هارپو پروداکشنز وینفری و تلویزیون سونی پیکچرز شروع شد. او جراح قلب و سینه سابق و استاد بازنشسته کالج پزشکان و جراحان دانشگاه کلمبیا است.
او باورهای شبه‌علمی، پزشکی جایگزین، درمان ایمانی، و فراهنجار را ترویج کرده و از سوی پزشکان، مقامات دولتی و نشریات محبوب، از جمله بی‌ام‌جی، پاپیولار ساینس، و نیویورکر، به دلیل حمایت از محصولاتی که کارکردشان اثبات نشده و توصیه‌های غیرعلمی مورد انتقاد قرار گرفته‌است. ژورنال پزشکی بریتانیا مطالعه‌ای در سال ۲۰۱۴ منتشر کرد که دریافت نیمی از توصیه‌ها در مجموعه‌های گفتگومحورِ پزشکی از جمله شوی دکتر آز، شواهدی نداشته‌اند یا با پژوهش‌های پزشکی در تناقض بوده‌اند. در سال ۲۰۱۸، دونالد ترامپ او را به عضویت در شورای رئیس‌جمهور برای آمادگی جسمانی، ورزش و تغذیه منصوب کرد.
در ۳۰ نوامبر ۲۰۲۱، آز اعلام کرد قصد دارد در انتخابات سنای ایالات متحده در پنسیلوانیا برای جانشینی سناتور مستقر جمهوری‌خواه پت تومی رقابت کند.
او به عنوان نامزد مدارک مالی به کمیسیون انتخابات ارائه کرد که نشان داد ثروت خالص او بین ۱۰۰ تا ۵۰۰ میلیون دلار است.

## اوایل زندگی
محمت آز (مهمت آز) در شهر کلیولند ایالت اوهایو به دنیا آمده‌است. پدرش، مصطفی آز، زادهٔ بوزکیر ترکیه و مادرش، سونا، اهل استانبول است. محمت دارای دو خواهر به نام‌های سه‌وال آز و نزلیم آز است.
دکتر آز در یک خانوادهٔ مسلمان بزرگ‌شده و اکنون هم مسلمان است.

## فعالیت
آز از سال ۲۰۰۱ استاد دانشکده جراحی در دانشگاه کلمبیا بوده‌است. او مؤسسه قلبی-عروقی و برنامه طب مکمل را در بیمارستان نیویورک-پرسبیترین اداره می‌کند. علایق تحقیقاتی او شامل جراحی پیوند قلب، جراحی قلبی با حداقل تهاجم، و سیاست مراقبت سلامتی است.

## فعالیت سیاسی
آز به عنوان یک جمهوریخواه در رای‌گیری‌ها ثبت نام کرده، و از جان مک‌کین در انتخابات ریاست‌جمهوری ایالات متحده آمریکا سال ۲۰۰۸ حمایت کرده‌است.
آز در سال ۲۰۲۲ در انتخابات سنای ایالات متحده در پنسیلوانیا به عنوان یک جمهوری‌خواه محافظه کار شرکت کرد و در مقابل معاون فرماندار دموکرات جان فترمن شکست خورد. آز اولین نامزد مسلمانی بود که توسط احزاب اصلی برای سنای ایالات متحده نامزد شده بود.